# Hamísz Iszmáíl
Khamis Esmaeel (Dubaj, 1989. augusztus 16. –) egyesült arab emírségekbeli válogatott labdarúgó, az Al Jazira kapusa. Részt vett a 2012. évi nyári olimpiai játékokon.

## Pályafutása

### A válogatottban
2012-ben bekerült a londoni olimpiára készülő keretbe, ahol mindhárom mérkőzésen pályára lépett. Ugyanebben az évben mutatkozott be az első csapatban egy Japán elleni barátságos mérkőzésen. 2015-ben a csapattal utazott az Ázsia-kupára, ahol az Egyesült Arab Emírségek csapata harmadik lett.
2019-ben újabb meghívót kapott az Ázsia-kupára. A  Kirgizisztán elleni nyolcaddöntőben megszerezte első válogatott gólját.

## Sikerei, díjai
Egyesült Arab Emírségek
- Öböl-kupa: 2013
- Ázsia-kupa bronzérmes: 2015